# Sony Ericsson Xperia Arc S
Xperia Arc S — флагманская модель компании выпущенная компанией Sony Ericsson в октябре 2011 года. Аппарат отличается стильным дизайном, 4,2-дюймовым дисплеем, ОС Android 4.0 Ice Cream Sandwich и возможностью записи видео в HD-формате.
Является небольшим усовершенствованием модели Xperia Arc по технической части. Внешне аппараты идентичны.

## Технические характеристики
| Общие характеристики               | Общие характеристики |
| ---------------------------------- | --- |
| Диапазоны частот                   | GSM/GPRS/EDGE 850/900/1800/1900 МГц, UMTS/HSDPA 7.2 Мбит/с /HSUPA 5.76 Мбит/с 800/850/900/1900/2100 МГц, A-GPS, Wi-Fi 802.11 b/g/n, Bluetooth 2.1, A2DP                                 |
| Тип корпуса                        | моноблок |
| Вес                                | 117г |
| Размеры                            | 125.0 x 63,0×8.7 мм |
| Звонки                             | |
| Тип мелодий                        | поддержка MP3, AAC |
| Виброзвонок                        | есть |
| Связь                              | |
| Интерфейсы                         | Wi-Fi, USB, Bluetooth, A-GPS, HDMI |
| Доступ в интернет                  | WAP, GPRS, EDGE, UMTS |
| Модем                              | есть |
| Синхронизация с компьютером        | есть |
| Сообщения                          | |
| Дополнительные функции SMS         | Предиктивный ввод текста |
| MMS                                | + |
| Другие функции                     | |
| Громкая связь (встроенный динамик) | есть |
| Навигация                          | GPS |
| Органайзер                         | Телефонная книга, режим «Flight mode» (режим полёта), приложения для чтения документов, календарь, калькулятор, будильник                                                               |
| Экран                              | |
| Тип экрана                         | цветной, TFT экран, 4.2", сенсорный (ёмкостный) с поддержкой технологии мультитач, Sony Mobile Bravia Engine и Live color фильтра                                                       |
| Разрешение экрана                  | 854х480 пикс. |
| Русификация                        | есть |
| Мультимедийные возможности         | |
| Встроенная фотокамера              | 8,1 мегапикс., 3264 x 2448 точек, встроенная светодиодная вспышка, автофокус, CMOS Sony Exmor R™, Face Detection (функция распознавания лиц), Smile detection, Geo-tagging, Touch Focus |
| Запись видеороликов                | есть, 720p HD-видео (30 кадров/сек) |
| Аудио                              | FM-радиоприемник, MP3-проигрыватель |
| Диктофон                           | - |
| Игры                               | есть |
| Java-приложения                    | - |
| Процессор                          | Qualcomm Snapdragon S2 1.4ГГц |
| Графический процессор              | Adreno 205 |
| Другое                             | TrackID, PlayNow |
| Объём встроенной памяти            | 512 МБ, 512 МБ RAM |
| Тип карты памяти                   | MicroSD (SDHC) 16ГБ в комплекте, возможна замена до 32 ГБ. |
| Питание                            | |
| Тип аккумулятора                   | BA750 |
| Ёмкость аккумулятора               | 1500 мАч |
| Время работы в режиме разговора    | 7 часов |
| Время работы в режиме ожидания     | 430 часов |

## Комплект поставки для российского рынка
- Смартфон
- Аккумулятор BA750 1500 мАч
- Карта памяти microSD 16 Гб
- HDMI кабель IM820 (1 метр)
- Стерео гарнитура MH650 (с L-образным коннектором)
- USB-кабель EC600 (c L-образным коннектором)
- Блок зарядного устройства EP800 Green Heart